# Geaya werneri
Geaya werneri is een hooiwagen uit de familie Sclerosomatidae.